# Elektrizitäts-Gesellschaft Laufenburg
La Elektrizitäts Gesellschaft Laufenburg, sigla EGL, è una società svizzera, fornitrice di elettricità e gas naturale . È stata tra i principali operatori in Svizzera e nell'ambito del mercato libero dell'energia in Europa prima della sua integrazione nel gruppo Axpo che ne deteneva la maggioranza.
L'incorporazione, nel gruppo Axpo, è avvenuta dopo l'acquisizione della quote azionarie ancora sul mercato e il successivo delisting della società dalla borsa di Zurigo; tale operazione finanziaria e la ristrutturazione societaria si sono concretizzate dal 1º ottobre 2012.

## Profilo di EGL
Il gruppo EGL aveva sede a Dietikon nei pressi di Zurigo e operava attraverso consociate in 20 paesi europei. Tutte le attività di EGL sono passate ad Axpo e le società consociate europee, come EGL Italia, hanno cambiato la denominazione sociale dal 1º ottobre 2012.